# Königswarte
Königswarte (německy Královská vyhlídka) (344 m n. m.) je nejvýchodnější kopec Rakouska. Leží v Malých Karpatech, necelé 3 km od slovensko-rakouské státní hranice, zhruba mezi obcemi Wolfsthal, Berg a Edelstal. Je dobře viditelný z Petržalky, kde tvoří přirozenou dominantu při pohledu na západ.

## Přístup a okolí

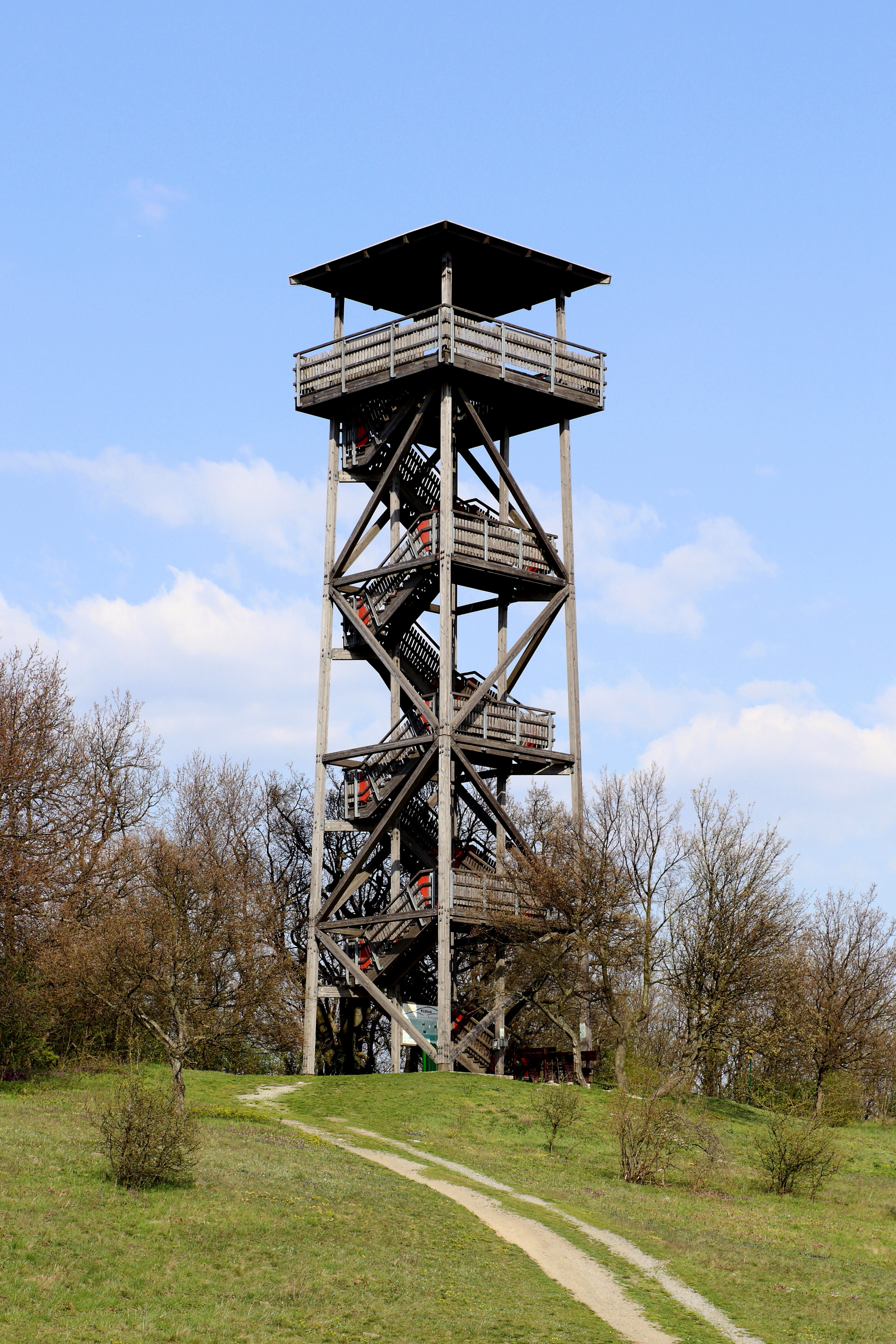
Vyhlídková věž

Na vrchol vedou turistické stezky ze 4 směrů. Téměř na vrcholu stojí 22,7 metrů vysoká rozhledna postavená v roce 2001 z laminovaného dřeva. V lese na sever od vrcholu a asi o 120 metrů níže se nachází zřícenina hradu Pottenburg.
Na severovýchodní straně kopce je obora pro daňky.
Asi 1,2 km západo-jihozápadně se nachází 298 metrů vysoký kopec Hindlerberg.

## Odposlouchávací stanice

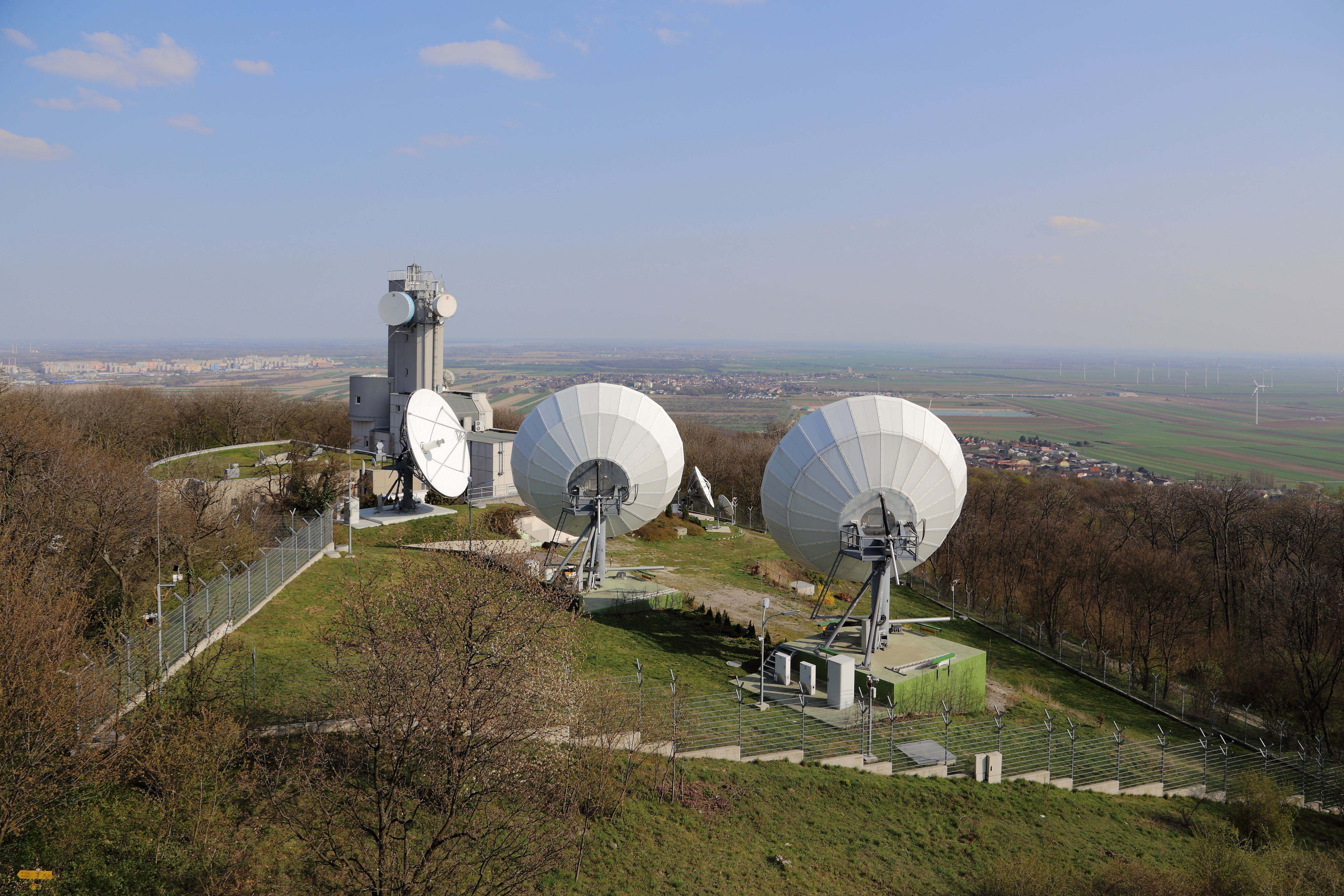
Výhled z rozhledny směrem na východ (2014)

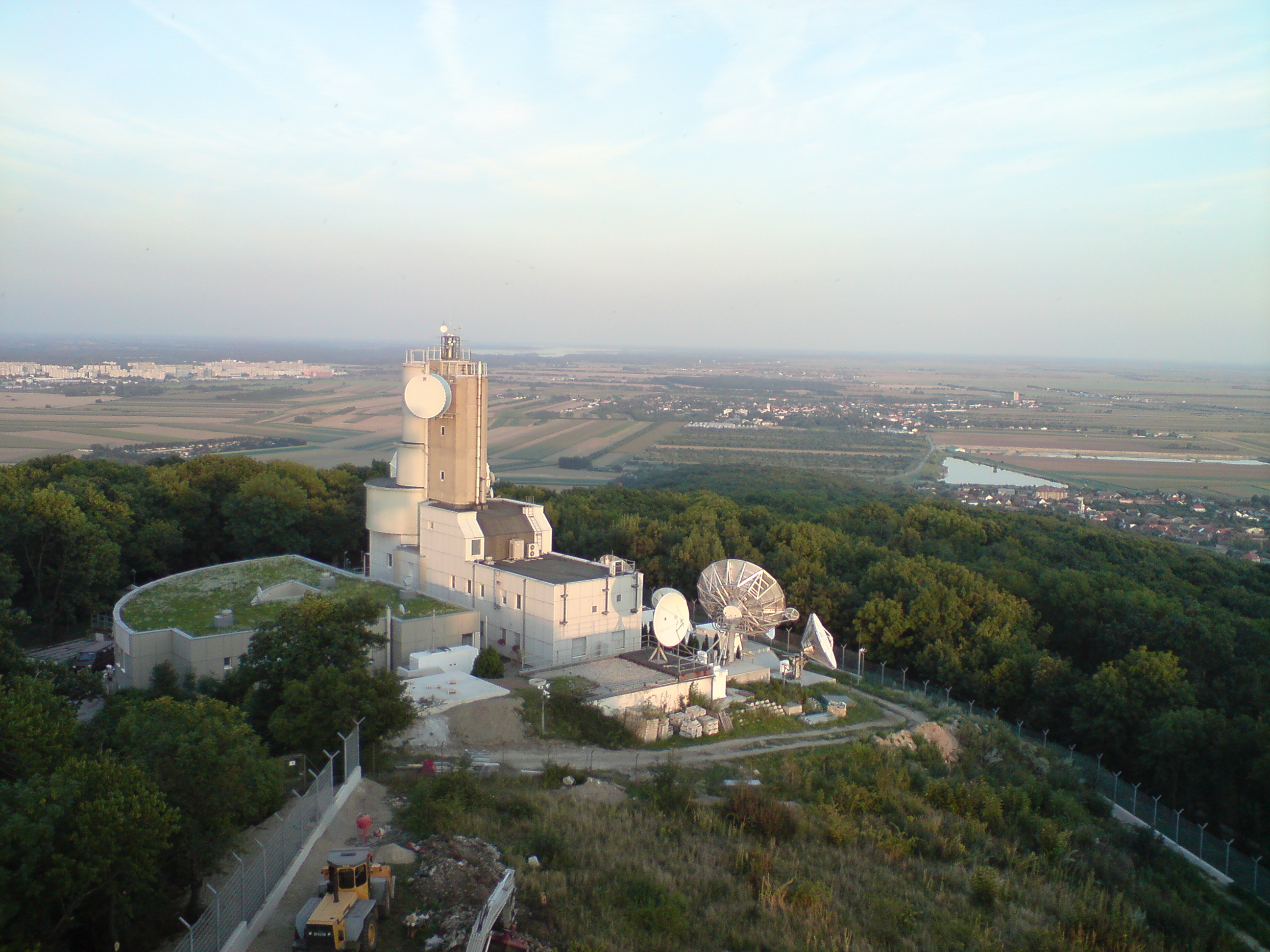
Výhled z rozhledny směrem na východ (2008)

Blízko vrcholu na východní straně kopce v těsné blízkosti nové rozhledny stojí trvalá odposlouchávací stanice vojenské zahraniční zpravodajské služby ministerstva obrany Rakouska, budovaná a průběžně modernizovaná od roku 1958 ve spolupráci s armádou USA. Stanice je určena pro odposlech, zpracování a vyhodnocování vzdálené radiové komunikace a jiných elektronických signálů.
Vojensky neutrální Rakousko se v době studené války zaměřovalo na sběr informací od svých východoevropských sousedů: Slovensko (Československo), Maďarsko, Jugoslávie, Rumunsko a Zakarpatská Ukrajina (Sovětský svaz). Jako nejvýchodnější kopec Rakouska a celé tehdejší západní Evropy měla Königswarte strategicky mimořádně výhodnou polohu s výhledem a pokrytím celé Panonské nížiny až ke Karpatům a Dinárským horám, včetně případných přeslechů přes tato pohoří.
Po roce 2008 byly nainstalovány 2 velké parabolické antény o průměru téměř 10 metrů nasměrované k odposlechu satelitů na nejvýchodnějších pozicích geostacionální oběžné dráhy. Tyto satelity se pozorovateli jeví jako by byly pevně a nehybně umístěné těsně nad horizontem zhruba jihovýchodním směrem od místa příjmu. Díky otevřené nížinné krajině bez kopců není jejich přímá viditelnost znemožněna nebo zhoršena. Příjem těchto satelitů na jiných – západněji umístěných – stanicích jako například v německém Bad Aiblingu není možný, protože satelity jsou již za horizontem, případně síla signálu jejich vyzařovacích svazků (ať už navržených nebo neplánovaných parazitních přesahů) je v místě příjmu pod minimální technicky nezbytně nutnou úrovní.